# 아다치 요시카게
아다치 요시카게(安達義景)는 가마쿠라 시대 중기의 무장이다. 아다치 가게모리의 적남이다. 가마쿠라 막부 유력 고케닌. 자식은 야스모리, 가쿠산니(호조 도키무네의 부인) 등이 있다.
| 전임 아다치 가게모리 | 아다치씨 당주 | 후임 아다치 야스모리 |